# Ontomyia ricardoi
Ontomyia ricardoi là một loài ruồi trong họ Asilidae. Ontomyia ricardoi được Londt miêu tả năm 1985. Loài này phân bố ở vùng nhiệt đới châu Phi.